# Académie de langue arabe du Caire
L’Académie de langue arabe du Caire (en arabe : مجمع اللغة العربية بالقاهرة), originellement appelée l’Académie royale de langue arabe (en arabe : مجمع اللغة العربية الملكي) est une institution égyptienne fondée en 1932 par le roi Fouad Ier. Sa première session se tint en 1934,,.

## Histoire
La création d'une académie de la langue a été proposée au Parlement égyptien lors de l'année parlementaire 1928-1929.
Le 31 décembre 1932 (14 cha'ban 1351 de l'Hégire), l'Académie de la langue arabe du Caire a été créée par décret royal du palais d'Abdine, résidence de Fouad Ier d'Égypte. Étaient également impliqués le président du Conseil des ministres Ismaïl Sidky, le ministre de l'Éducation Muhammad Hilmi Issa, et probablement aussi le précédent ministre de l'Éducation Ahmed Lutfi el-Sayed et Mansur Fahmi. Sa constitution s'inspire de celle de l'Académie française.
L'Académie de la langue arabe du Caire a été créée pour répondre aux problèmes urgents de la langue arabe et l'adapter aux besoins du XXe siècle. L’une des premières tâches de l’Académie de la langue arabe du Caire fut de publier un dictionnaire historique de l’arabe, retraçant les changements de sens et d’usages des mots arabes au fil du temps, bien que cela n’ait pas été réalisé.